# Body Puzzle
Body Puzzle, distribuito in Italia anche con il titolo Misteria, è un film horror-thriller del 1992 diretto da Lamberto Bava.
In Germania il film è stato distribuito con il titolo Body Puzzle - Mit blutigen Grüßen, in Spagna con il titolo Puzzle Mortal mentre in Francia e negli Stati Uniti il titolo è rimasto invariato.
Il film è stato realizzato da Lamberto Bava assieme a Teodoro Corrà ed è stato girato a Roma.
Prima di ciascuno dei delitti si ascolta il passo culminante del celebre O Fortuna, tratto dai Carmina Burana di Carl Orff.

## Trama
Un assassino uccide e mutila le sue vittime, facendo rinvenire le varie parti del corpo presso l'abitazione di Tracy, una bella e giovane vedova, incapace di spiegarsi cosa la leghi a quegli omicidi. Il capo della polizia indaga nella vita della donna, indirizzandosi verso l'amico del marito morto, uno psicopatico con l'ossessione di ricostruirne il corpo anche a costo della violenza: si scopre infatti che tutte le parti mutilate sono state in precedenza trapiantate dallo stesso corpo. Ma con una sorprendente rivelazione finale, la verità subirà un drastico rovescio.

## Distribuzione
In Italia il film è stato vietato ai minori di 18 anni, così come è avvenuto anche in Spagna ed in Gran Bretagna.